# Schahristan (Distrikt)
Schahristan (persisch: شهرستان oder شارستان) ist einer von neun Distrikten in der Provinz Daikondi in Zentralafghanistan.

## Demografie
Die ethnische Gruppe der Hazara stellt den Großteil der Gesamtbevölkerung des Distrikts. Alle Einwohner sind Anhänger des Islam. Insgesamt umfasst der Distrikt 290 Gemeinden.

## Geografie
Scharistan liegt nördlich der Provinz Uruzgan.